# Matteo Darmian
Matteo Darmian, född 2 december 1989 i Legnano, är en italiensk fotbollsspelare som spelar för Inter.

## Klubbkarriär

### Milan
Darmian började att spela fotboll i Carcor, en amatörklubb i Rescaldina, innan han kom till AC Milans ungdomslag 2000. Han spelade sin första match A-lagsmatch i Milan den 28 november 2006 i en Coppa Italia-match mot Brescia Calcio, då han byttes in mot Kakha Kaladze i halvtid. Sex månader senare, den 19 maj gjorde han sin debut i Serie A mot Udinese, då han byttes in i den 68:e minuten mot Giuseppe Favalli, i en match som Milan förlorade med 2–3.
Under säsongen 2007/2008 spelade han endast en match till i Coppa Italia och ingen i ligan, dock blev han utnämnd till lagkapten i AC Milans ungdomslag. Säsongen efter fick den 19-åriga försvararen spela tre matcher till i ligan.

### Padova
Den 17 juli 2009 lånades Darmian ut till Serie B-klubben Padova fram till slutet av säsongen 2009/2010. Han gjorde sin debut i klubben den 28 november i en hemmaförlust mot Vicenza. Han spelade 20 matcher och gjorde ett mål i Padova som slutade på 19:e plats och till slut fick stanna kvar i Serie B efter vinst i playoff mot Triestina.

### Palermo
Den 11 juli 2010 blev det klart att Darmian skulle vara med på Palermos försäsongsträningsläger i Österrike, efter att Milan och Palermo kommit överens om en övergång. Övergången som gick mellan klubbarna som båda har delägarskap på honom blev officiellt dagen efter.

### Parma
Den 2 september 2019 värvades Darmian av Parma, där han skrev på ett fyraårskontrakt.
Den 5 oktober 2020 lånades Darmian ut till Inter på ett låneavtal över säsongen 2020/2021. Låneavtalet inkluderade även en tvingande köpoption.

## Landslagskarriär
2008 spelade Darmian med det Italienska U19-landslaget i U19-EM.
Den 25 mars 2009 gjorde han sin debut i Italiens U21-landslag i en vänskapsmatch mot Österrike.

## Statistik

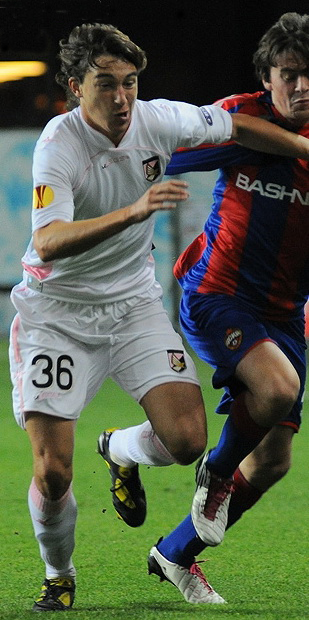
Matteo Darmian i Palermo 2010

Per den 31 oktober 2017.
| Lag                | Säsong             | Liga    | Liga | Cup     | Cup | Europeiska turneringar1 | Europeiska turneringar1 | Andra turneringar2 | Andra turneringar2 | Totalt  | Totalt |
| Lag                | Säsong             | Matcher | Mål  | Matcher | Mål | Matcher                 | Mål                     | Matcher            | Mål                | Matcher | Mål    |
| ------------------ | ------------------ | ------- | ---- | ------- | --- | ----------------------- | ----------------------- | ------------------ | ------------------ | ------- | ------ |
| Milan              | 2006/2007          | 1       | 0    | 1       | 0   | 0                       | 0                       | –                  | –                  | 2       | 0      |
| Milan              | 2007/2008          | 0       | 0    | 1       | 0   | 0                       | 0                       | 0                  | 0                  | 1       | 0      |
| Milan              | 2008/2009          | 3       | 0    | 0       | 0   | 0                       | 0                       | –                  | –                  | 3       | 0      |
| Milan              | Totalt             | 4       | 0    | 2       | 0   | 0                       | 0                       | 0                  | 0                  | 6       | 0      |
| Padova             | 2009/2010          | 20      | 1    | 0       | 0   | –                       | –                       | 2                  | 0                  | 22      | 1      |
| Palermo            | 2010/2011          | 11      | 0    | 1       | 0   | 4                       | 0                       | –                  | –                  | 16      | 0      |
| Torino             | 2011/2012          | 33      | 1    | 1       | 0   | 0                       | 0                       | –                  | –                  | 34      | 1      |
| Torino             | 2012/2013          | 30      | 0    | 2       | 0   | 0                       | 0                       | 0                  | 0                  | 32      | 0      |
| Torino             | 2013/2014          | 37      | 0    | 1       | 0   | 0                       | 0                       | 0                  | 0                  | 38      | 0      |
| Torino             | 2014/2015          | 33      | 2    | 1       | 0   | 13                      | 3                       | 0                  | 0                  | 47      | 5      |
| Torino             | Totalt             | 133     | 3    | 5       | 0   | 13                      | 3                       | 0                  | 0                  | 151     | 6      |
| Manchester United  | 2015/2016          | 28      | 1    | 4       | 0   | 7                       | 0                       | 0                  | 0                  | 39      | 1      |
| Manchester United  | 2016/2017          | 18      | 0    | 4       | 0   | 7                       | 0                       | 0                  | 0                  | 29      | 0      |
| Manchester United  | 2017/2018          | 3       | 0    | 2       | 0   | 2                       | 0                       | 1                  | 0                  | 8       | 0      |
| Manchester United  | Totalt             | 49      | 1    | 10      | 0   | 16                      | 0                       | 1                  | 0                  | 76      | 1      |
| Totalt i karriären | Totalt i karriären | 217     | 5    | 18      | 0   | 34                      | 3                       | 3                  | 0                  | 272     | 8      |

1Europeiska turneringar inkluderar UEFA Champions League, UEFA-cupen / UEFA Europa League och UEFA Super Cup

2Andra turneringar inkluderar Världsmästerskapet i fotboll för klubblag och nerflyttningskvalet i Serie B

### Landslagstatistik
| Italiens landslag |         |     |
| År                | Matcher | Mål |
| 2014              | 9       | 0   |
| 2015              | 10      | 1   |
| 2016              | 8       | 0   |
| 2017              | 9       | 0   |
| Totalt            | 36      | 1   |

## Meriter

### Inom klubblag
Manchester United
- Vinnare av FA-cupen: 2015/2016
- Vinnare av Engelska Ligacupen: 2016/2017
- Vinnare av Uefa Europa League: 2016/2017

### Individuella utmärkelser
- Uttagen i årets lag i Serie A: 2013/2014, 2014/2015